# 다나카 유코 (배우)
다나카 유코(일본어: 田中 裕子, 1955년 4월 29일~)는 일본의 배우이다. 오사카부 이케다시 출신이다.